# Hermandad de la Soledad (Córdoba)
La Franciscana Hermandad del Santísimo Sacramento y Cofradía de Nazarenos de la Santa Cruz en el Monte Calvario y María Santísima en su Soledad es una Hermandad de culto católico de Córdoba. Se encuentra establecida canónicamente en la Iglesia de Santa María de Guadalupe en el Distrito Levante, y hace su Estación penitencial en la tarde-noche del Viernes Santo.

## Historia
El origen de la Hermandad de la Soledad se ubica en la Iglesia de San Miguel en el año 1975. La intención era la creación de una corporación que fuera capaz de poner en el sello franciscano a la Semana Santa, que hasta ese entonces era inédito. Desgraciadamente, durante sus primeros años de existencia, se presentaron una serie de contratiempos que le impidieron a la corporación asentarse en una sede canónica fija. Apenas un año después de su fundación, la Hermandad se trasladó a la Iglesia de Santiago Apóstol en busca de un mayor recogimiento que la su sede original no podía debido a su localización en el centro de la ciudad de Córdoba. Desde Santiago realizaría su primera Estación de Penitencia, en la tarde-noche del Viernes Santo de 1978.
Sin embargo, el incendio acontecido en la Parroquia de Santiago en 1979 provocó el cierre de la Iglesia fernandina de forma indefinida, y por consiguiente, el nuevo traslado de la corporación. Fusionadas por estas circunstancias la feligresía de Iglesia de Santiago y la Basílica Menor de San Pedro, el párroco de la primera y consiliario de la Hermandad, intercedió ante las hermanas clarisas del Convento de Santa Cruz para que en él se ubicara la Titular mariana. Así, mientras la mayor parte del año, la imagen permanecía en un pequeño altar del convento, para las celebraciones de culto y la salida procesional tenían lugar desde San Pedro. Por desgracia, en 1986, esta última también fue cerrada debido a las reformas necesarias para su mantenimiento. Ante esta situación, la Hermandad se traslada definitivamente al Convento de Santa Cruz, siendo solamente trasladada para realizar su Estación de Penitencia desde el Convento de Santa Isabel, en el barrio de Santa Marina. 
Afortunadamente, la corporación regresa en 1991 a Santiago tras concluir la restauración de la Parroquia, y en 1992, realizó de nuevo su Estación de Penitencia desde la Parroquia fernandina, siendo el primer año que incluyó en su recorrido la Santa Iglesia Catedral, algo que ha continuado haciendo desde entonces. 
A partir de entonces, la vida de Hermandad se vería reforzada poco a poco con la puesta en marcha de su obra social e incrementaría su nómina de hermanos. A partir de aquel instante, la corporación adopta el carácter sacramental que, a su vez, implica una modificación de los estatutos y decide hacer frente a la ejecución de un nuevo paso tallado por Guzmán Bejarano para la incomparable Dolorosa, cuya primera fase se estrenaría el Viernes Santo de 1993.
En el año 2004, la Hermandad decide emprender una renovación estética de la Cofradía, incorporando piezas diseñadas por Rafael de Rueda y realizadas por los Hermanos Lama como unos ciriales, realizados en madera de color caoba y metal que imita el bronce viejo, y que fueron complementadas con dalmáticas inspiradas en piezas antiguas y confeccionadas por los propios hermanos en el taller de bordado de la Hermandad. Además, se llevaron a cabo piezas de plata para complementar el paso de la Cofradía.
En 2020, la Hermandad, reunida en Cabildo Extraordinario de Hermanos, tomó la decisión de trasladar su sede canónica a la Parroquia de Santa María de Guadalupe, situada en el barrio de Levante, debido al carácter franciscano de ésta.  Cabe destacar que este cambio estuvo a punto de llevarse a cabo en los años ochenta, cuando la Hermandad no tenía una sede canónica fija a causa del incendio de Santiago, pero esta iniciativa no caló entre los hermanos de aquel entonces.
No obstante, uno de los principales inconvenientes que la corporación se encontró fue la delicada situación sanitaria provocada por la pandemia de Covid-19. Pues, si bien la intención original de la corporación era llevar a cabo un traslado público en procesión, esto era completamente inviable por la imposibilidad de la realización de los desfiles procesionales como prevención sanitaria. De hecho, la corporación había solicitado los permisos pertinentes para poder llevar a cabo la apertura de una nueva puerta de mayores dimensiones en uno de los laterales de su nueva sede canónica.  Por ello y a pesar de todo, ya el 12 de septiembre, día previsto inicialmente para realizar el traslado, la Hermandad celebró una Veneración Extraordinaria de su Imagen mariana en el interior de la Parroquia franciscana, recibiendo la visita de fieles y vecinos de su nuevo barrio.
Desde su llegada a la barriada de Levante, la corporación ha vista aumentado significativamente su número de hermanos y cortejo nazareno. Y así, el Viernes Santo de 2022, realizaría su primera Estación de Penitencia desde su nueva sede canónica. Fue además acompañado musicalmente por la Banda de Música de la Estrella de Córdoba, siendo la primera vez que una banda ponía sus sones tras el paso de la Cofradía.

## María Santísima en su Soledad
La única imagen de la Hermandad es obra del imaginero sevillano Luis Álvarez Duarte en el año 1975. Sin embargo, apenas unos años más tarde, en 1980, tuvo que ser restaurada por el mismo artista a consecuencia del incendio que se produjo en la Iglesia de Santiago Apóstol, sede canónica por entonces de la Hermandad.
Se trata de una imagen de candelero, que en lugar de representar una joven dolorosa, como es tónica frecuente en los esquemas actuales, representá a una mujer madura de facciones muy marcadas, caso de pómulos o barbilla. Sus ojos, enrojecidos por el dolor y la angustia sufridos, son incapaces de derramar más de dos lágrimas que resbalan por sus delicadas mejillas. Las cejas, muy curvadas, unidas al ceño fruncido, hacen de ella una imagen que infunda un gran dramatismo.
Cabe destacar que, si bien originalmente presentaba una tez mucho más clara, a raíz de los leves deterioros provocados por el incendio de Santiago, Duarte decidió conservar un tono algo más oscuro en la policromía de la talla.
En procesión aparece sola, portando con ambas manos la corona de espinas de su hijo, a su vez, pendiendo de su brazo izquierdo un rosario. Tras ella, la Santa Cruz del Monte Calvario, vacía, después de haber bajado el cuerpo inerte del Señor, de la que cuelga un precioso velo blanco con encajes.
Procesiona sobre un paso de caoba estrenado en 1993, diseñado por Guzmán Bejarano. En el año 2005, se produciría el estreno de unos nuevos candelabros diseñados por Rafael de Rueda, los cuales que combinan la caoba y el metal y sustituyen a los arbóreos anteriores. Estos se verían complementados con unos nuevos candelabros estrenados en el año 2006, resultando un total de doce nuevos faroles similares en diseño y dimensiones, siendo destinados ocho de los cuales a la mesa del paso para iluminar la canastilla, y los otros cuatro a los pies de la Titular mariana.

## Música
Desde el Viernes Santo de 2022, la Banda de Música de la Estrella de Córdoba pone sus sones tras el único paso de la corporación.

## Recorrido
- Recorrido de Ida: (16:45 Cruz de Guía) Salida Avenida 28 de Febrero, Cronista Maraver, Compositor Ramón Medina, Poeta Muhammad Iqbal, San Francisco de Sales, Prolongación Escañuela, Ronda de Andújar, Plaza de la Magdalena, Borja Pavón, Alfonso XII, Plaza de San Pedro, Lineros, Lucano, Ronda de Isasa
- Recorrido Oficial: (20:00) Plaza del Triunfo, Torrijos, Cardenal Herrero, Puerta del Perdón, Patio de los Naranjos, SANTA IGLESIA CATEDRAL, Patio de los Naranjos, Puerta de Santa Catalina
- Recorrido de Vuelta: Magistral González Francés, Cardenal González, San Fernando, Diario de Córdoba, Capitulares, San Pablo, Plaza de San Andrés, Realejo, Santa María de Gracia, Plaza de San Lorenzo, María Auxiliadora, Plaza Cristo de Gracia, Avenida de Rabanales, Avenida 28 de Febrero, Entrada (00:30)

## Paso por la Carrera Oficial
| Predecesor: Buena Muerte | Orden de entrada en la carrera oficial (Viernes Santo) Primer lugar | Sucesor: La Expiración |